# Buck the World
Buck the World este al doilea album al rapperului Young Buck. 

## Background
Al doilea album al lui Young Buck, „Buck the World” a fost lansat pe data de 27 martie 2007. Titlul albumului este un joc de cuvinte provenite de la fraza inițială „Fuck the World”.
Producția cântecelor a fost facută de Dr. Dre, Jazze Pha, J.U.S.T.I.C.E. League, Polow Da Don, Lil Jon iar printre invitați apar 50 Cent, Chester Bennington de la trupa Linkin Park, Young Jeezy, Bun B, Trick Daddy, Lyfe Jennings, T.I., Eightball & MJG. 
Primul single extras a fost „ I Know You Want Me ”, produs de Jazze Pha, care dealtfel apare și în piesă. Al doilea single a fost „ Get Buck ”, produs de Polow Da Don și al treilea „ U Ain't Goin' Nowhere ”, a fost lansat pe data de  18 may 2007.

## Vânzări și poziții în top
„Buck the World” a debutat pe locul 3 în topul Billboard 200 și numărul 1 în topul albumelor R&B/Hip-Hop, înregistrând 141,083 de copii vândute în prima săptămână de la lansare. Albumul însă a debutat pe locul întâi în topul albumelor R&B/Hip-Hop.

## Ordinea pieselor
| #  | Titlu                                            | Producator(i)         | Invitat(ți)                 | Durată |
| -- | ------------------------------------------------ | --------------------- | --------------------------- | ------ |
| 1  | „Push 'Em Back”                                  | Young RJ              |                             | 3:55   |
| 2  | „Say it to My Face”                              | Jiggalo Craig Lane    | Bun B 8Ball & MJG           | 3:40   |
| 3  | „Buss Yo' Head”                                  | J.U.S.T.I.C.E. League |                             | 4:58   |
| 4  | „I Ain't Fucking wit' U!”                        | Hi-Tek                | Snoop Dogg Trick Daddy Dion | 3:52   |
| 5  | „Get Buck”                                       | Polow Da Don          |                             | 4:14   |
| 6  | „Buck the World”                                 | Jake One              | Lyfe Jennings               | 3:46   |
| 7  | „Slow Ya Roll”                                   | Doc McKinney Gramps   | Chester Bennington          | 3:43   |
| 8  | „Hold On”                                        | Dr. Dre Che Vicious   | 50 Cent                     | 3:59   |
| 9  | „Pocket Full of Paper”                           | DJ Toomp              | Young Jeezy                 | 3:45   |
| 10 | „Haters”                                         | Vitamin D             | Kokane                      | 4:10   |
| 11 | „U Ain't Goin' Nowhere”                          | Dr. Dre Mark Batson   | LaToiya Williams            | 3:59   |
| 12 | „Money Good”                                     | Lil Jon               |                             | 4:11   |
| 13 | „Puff Puff Pass”                                 | Tha Bizness           | Ky-Mani Marley              | 4:40   |
| 14 | „Clean Up Man”                                   | Jake One G Koop       |                             | 4:22   |
| 15 | „4 Kings”                                        | Jazze Pha             | T.I. Young Jeezy Pimp C     | 4:52   |
| 16 | „I Know You Want Me”                             | Jazze Pha             | Jazze Pha                   | 4:45   |
| 17 | "„Lose My Mind”¹/„Funeral Music” (hidden track)² | Eminem Key Kat        | Performed by 50 Cent        | 6:54   |

### Piese nelansate pe album
- „Do It Myself”
- „Dead or Alive”
- „Sellin' Everything” (feat B.G.)
- „Gone In The Morning” (feat Trey Songz)